# Новотроицкое (Покровский район)
Новотро́ицкое (укр. Новотроїцьке) — село на Украине, находится в Покровском районе Донецкой области. Расположено на реке Солёная.
Код КОАТУУ — 1422784001. Население по переписи 2001 года составляет 614 человек. Почтовый индекс — 85370. Телефонный код — 623.
В Новотроицком находится Свято-Вознесенский храм Покровского благочиния донецкой епархии украинской православной церкви Московского патриархата.

## Адрес местного совета
85370, Донецкая область, Покровский р-н, с. Новотроицкое, ул. Центральна, тел. 5-31-4-49